# بهشت زهرا (کرمانشاه)
بهشت زهرا نام گورستانی در شهر کرمانشاه است که در سال ۱۳۹۳ تأسیس شده‌است. این گورستان که زیر نظر سازمان آرامستان‌های شهرداری کرمانشاه قرار دارد، در نزدیکی روستای بریموند در جنوب شرق شهر کرمانشاه و در فاصلهٔ ۲ کیلومتری گورستان باغ فردوس قرار دارد.
در این گورستان تنها پیروان تشیع و یارسان دفن می‌شوند و اهل تسنن، مسیحی‌ها، یهودی‌ها و بهاییان کرمانشاه هر یک برای خود گورستانی جداگانه دارند.

## تاریخچه
در گذشته دو گورستان بزرگ کرمانشاه در مکان خیابان آرامگاه کنونی و دیگری در خیابان شباب کنونی قرار داشتند و چند گورستان محلی کوچک نیز وجود داشت. گورستان قدیمی کرمانشاه در سال ۱۳۵۱ با نام گورستان باغ فردوس تأسیس شد. از سال ۱۳۸۲ همزمان با نزدیک شدن باغ فردوس به نهایت ظرفیت خود، برای تأسیس گورستان جدیدی در شهر کرمانشاه برنامه‌ریزی شد و در این راستا از سال ۱۳۹۲ کار تملک اراضی به میزان ۳۰ هکتار و احداث ساختمان‌های مرتبط شامل حسینیه، غسالخانه، نگهبانی و مراکز رفاهی در مکان مورد نظر انجام شد.
خاکسپاری در این گورستان از سال ۱۳۸۵ آغاز شده‌است و در مرداد ۱۳۹۳ گفته‌شد که روزانه ۱۵ تا ۲۰ نفر در این گورستان به خاک سپرده می‌شوند.

### تخلف اقتصادی
موضوع گورهای گران‌قیمت و بازار سیاه قبر در آذرماه ۱۳۹۸ در رسانه‌های استان کرمانشاه مطرح شد. بر اساس گزارش‌های منتشرشده سازمان آرامستان‌های شهرداری کرمانشاه در ازای طبقهٔ دوم یک قبر ۳۰ ساله، مبلغ ۲ میلیون و ۱۰۰ هزار تومان طلب کرده که پس از شکایت خریدار مشخص می‌گردد که این سازمان بدون ارجاع موضوع به ستاد تنظیم بازار اقدام به افزایش قیمت قبر در گورستان بهشت زهرا نموده و در مجموع از محل فروش ۴۹ قبر یک طبقه و ۲۱۸ قبر دوطبقه در این گورستان، در مجموع مبلغ ۲ میلیارد و ۶۴۷ میلیون تومان تخلف مرتکب شده‌است.